# Kristo Numpuby
Kristo Numpuby est un guitariste, bassiste et chanteur franco-camerounais. Auteur-compositeur-interprète, il chante en Bassa, en Français et en Anglais, sur des musiques aux influences tradi-acoustiques. 

## Biographie
Né à Paris, Kristo Numpuby est élevé à Éséka (Cameroun) par sa grand-mère. Pendant sa scolarité à Douala, Kristo s’initie à la guitare.[réf. nécessaire]
Kristo Numpuby est guitariste, bassiste et chanteur. Son univers musical mêle le jazz, le blues, le rhythm and blues, les styles afro-cubains, makossa et assiko. Il chante en bassa.  
Il indique que les thèmes et textes de Georges Brassens influencent ses compositions. Il chante en 2006 direct, sur France 2, son titre Brave Margot issu de son album Brassens en Afrique. Aux côtés de Denis Tchangou, ils organisent une tournée autour de cet album. En 2014, il présente son nouvel album Assiko Land. En 2022, l'artiste camerounais participe aux rares talents de Montreuil pour chanter son registre dédié à Brassens.  
Dans Brassens ou la liberté, il fait part des difficultés qu'il éprouve à adapter les chansons de Brassens aux rythmes africains, et la complexité phonétique des chansons de Brassens.  

## Discographie
- Assiko City (1997, Autoprod/Night & Day)
- An Sol Mè (2001, Lon Yes/Night & Day)
- Brassens en Afrique (2007, Lon Yes/Nocturne, puis Mosaïc)
- Assiko Land (2014, Lon Yes/Musicast)